# Scudo
Pour les articles homonymes, voir Scudo (homonymie).
Le scudo ((it) pluriel, scudi) est une monnaie ayant eu cours dans différents États de la péninsule italienne  jusqu'au XIXe siècle : c'est l'équivalent italien de l'écu français, de l’escudo espagnol et de l'escudo portugais. 
Son nom provient du latin scutum (le bouclier). À partir du XVIe siècle, le scudo désigne en Italie une grande pièce de monnaie d'argent, dont les dimensions varient selon la région d'émission.

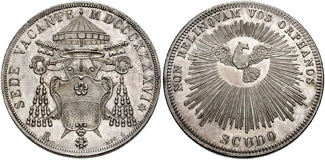
Scudo pontifical Sede vacante de 1846.

Le premier scudo d'argento (écu d'argent) est frappé à Milan en 1551 par l'empereur Charles Quint (1519-1556). La république de Venise commence à en produire en 1578.
Au XVIIIe siècle sous les règnes de Marie-Thérèse d'Autriche et de  Joseph II, le scudo d'argento avait un poids de 23,10 g et une teneur en argent de 896/1000e. Le royaume de Sardaigne institue après 1755, le scudo piémontais et le scudo sarde.
Dans le Royaume lombard-vénitien administré par l'empire d'Autriche sous les Habsbourg, le scudo lombard-vénitien était équivalent au thaler conventionnel (Konventionstaler) et divisé en six lires. Avant les guerres napoléoniennes, la lire était divisée en 20 soldi, valant chacun 12 denari. Par la suite, la lire fut divisée en 100 centimes. Lorsque l'Autriche-Hongrie adopta le système décimal, en 1857, le scudo fut remplacé par le florin lombard-vénitien au taux de deux florins pour un scudo. Des pièces de ½ et de 1 soldo furent émises, égales à ½ et 1 kreuzer, pour être utilisées en Lombardie et en Vénétie. 
Dans les États pontificaux, le scudo pontifical y fut la monnaie officielle jusqu'en 1866. Il était divisé en 100 baiocchi (baiocco au singulier) valant chacun cinq quattrini. Il fut remplacé par la lire pontificale de valeur égale à la lire italienne. 
Le duché de Modène et Reggio a également émis un scudo, qui valait quatre lires, soit un tiers de tallero.
C'est encore la monnaie, mais sans cours légal, de l'ordre souverain de Malte.